# Eremopsylloides zaisanicus
Eremopsylloides zaisanicus är en insektsart som beskrevs av Loginova 1964. Eremopsylloides zaisanicus ingår i släktet Eremopsylloides och familjen rundbladloppor. Inga underarter finns listade i Catalogue of Life.